# Сулзат
Сулза́т (рос. Сулзат) — село у складі Молчановського району Томської області, Росія. Входить до складу Могочинського сільського поселення.

## Населення
Населення — 537 осіб (2010; 680 у 2002).
Національний склад (станом на 2002 рік):
- росіяни — 93 %